# Julius Morris
Julius Morris (né le 14 avril 1994 à Plymouth) est un athlète de Montserrat, spécialiste du sprint.
Il détient les records nationaux du 100 m et du 200 m depuis 2015, améliorés le 14 mai 2017 à El Paso, 10 s 15 et 20 s 28, respectivement.